# Thomas Matthew Crooks
Thomas Matthew Crooks (2003. szeptember 20. – Meridian, Pennsylvania, 2024. július 13.) amerikai fegyveres, aki 2024. július 13-án egy kampánybeszéde során megkísérelte meggyilkolni Donald Trumpot. Az első lövéssel Crooks súrolta Trump jobb fülét. Az ezt követő lövések célt tévesztettek, és több közelben lévőt is eltaláltak. Egy ember meghalt, ketten pedig súlyosan megsérültek. Crooks egy kereskedelmi ingatlan közeli lapos tetején bújt el, és közvetlenül a gyilkossági kísérlet után a titkosszolgálati Countersniper Team fejbe lőtte.

## Gyermekkora és tanulmányai
Thomas Matthew Crooks a pennsylvaniai Bethel Parkban nőtt fel. A környéket, ahol élt, úgy jellemzik, mint ahol "középosztálybeli, esetleg felső-középosztálybeli" emberek élnek. Mindkét szülője engedéllyel rendelkező szociális munkásként dolgozott.  kortársainak a középiskolai személyére és életrajzi információira vonatkozó visszaemlékezései Crooksról jelentősen eltérnek egymástól, és nincsenek összhangban egymással.
Crooks a Bethel Park High Schoolba járt, ahol átlagon felüli diákként ismerték, és 2022-ben érettségizett le. Osztálytársai és az iskolai tisztségviselők csendesként jellemezték, osztálytársai pedig azt állították, hogy különböző okok miatt gyakran zaklatták többek között hol csendes viselkedése, hol pedig amiatt, mert terepszínű vadászruhában és álarcban járt az iskolában. Crooks szeretett sakkozni és videojátékokat játszani, és megtanult programozni. 2022-ben a National Math and Science Initiative-tól 500 dolláros "sztárdíjat" kapott (vagyis egy matematikai és természettudományos díjat).
A Bethel Park Gimnázium jelenlegi és egykori diákjai azt mondták,  hogy a középiskolában Crooks kipróbálta magát a puskacsapatban, de nem került be a csapatba, mert a próbák során rosszul célzott. A Bethel Park School District azt mondta, nincs adat arról, hogy Crooks próbálkozott volna a csapatban. Rövid ideig feltűnt a BlackRock befektetési cég 2023-as hirdetésében, amelyet a középiskolájában forgattak. A forgatás után a BlackRock kijelentette, hogy a hirdetést kivonják a forgalomból.
Crooks két hónappal a lövöldözés előtt mérnöktudományból szerzett diplomát az Allegheny megyei Community College-ban. A lövöldözés idején egy helyi idősek otthonában diétás segédként dolgozott. Nem volt büntetett előéletű, és az FBI szerint semmi sem utal arra, hogy mentális egészségügyi problémái voltak. Az Egyesült Államok Védelmi Minisztériuma megállapította, hogy nem volt katonai szolgálata. Egy korábbi osztálytársa azt mondta, hogy Crooks érdeklődött a katonai szolgálat iránt. Legalább egy évig tagja volt egy helyi lövészklubnak.

## Merényletkísérlet Donald Trump ellen
Július 14-én az FBI azonosította Crookst, mint a Donald Trump meggyilkolási kísérletének lövöldözőjét. Crooks Trump jobb fülébe lőtt a Pennsylvania állambeli Butler melletti kampánygyűlésen. Megölte az 50 éves Corey Comperatoret, két másik ember pedig súlyosan megsérült. A Crooks által használt puskát az apja vásárolta legálisan a bűnüldöző források szerint.
Crookst az Egyesült Államok titkosszolgálati csapatának egyik fegyverese ölte meg. A járművében és az otthonában bombakészítéshez szükséges anyagokat találtak.

## Politikai tevékenysége
A hatóságok kijelentették, hogy nem ismert, milyen politikai nézetei voltak, és hogy a merénylet ezekhez kapcsolódott-e. A nyilvános feljegyzések hasonlóképpen nem adtak megfelelő jelzést nézeteiről; politikai tevékenységei ráadásul látszólag eltérőek és ellentmondó meggyőződésekre utalnak, a közösségi oldalakon egyetlen ismert bejegyzése vagy világnézetére utaló írása sem jelent meg.
A tanárok, osztálytársak és a vele állítólag interakcióba lépő társak visszaemlékezései Crooks politikai nézeteiről jelentősen eltértek egymástól, és nem állnak összhangban egymással. 2021. január 20-án, 17 évesen 15 dollárt adományozott a Progressive Turnout Projectnek, egy baloldali szavazói részvételi csoportnak a Demokrata Párt ActBlue adományozási platformján keresztül. Adományozására ugyanazon a napon került sor, amikor Joe Biden elnök letette az esküt. A Progressive Turnout Project szerint az adományt egy e-mailre válaszul küldte, amely a beiktatásra való „hangolódásról” szólt, 2022-ben azonban leiratkozott a csoport levelezőlistájáról.
Crooks 2021 szeptembere óta volt szavazásra regisztrált személy, abban a hónapban, amikor betöltötte 18. életévét. Republikánusként regisztrált. A tisztviselők szerint csak a 2022-es félidős választásokon szavazott.

## Fordítás
- Ez a szócikk részben vagy egészben  a   Thomas Matthew Crook című angol Wikipédia-szócikk ezen változatának fordításán alapul.  Az eredeti cikk szerkesztőit annak laptörténete sorolja fel. Ez a jelzés csupán a megfogalmazás eredetét és a szerzői jogokat jelzi, nem szolgál a cikkben szereplő információk forrásmegjelöléseként.